# Elusaten

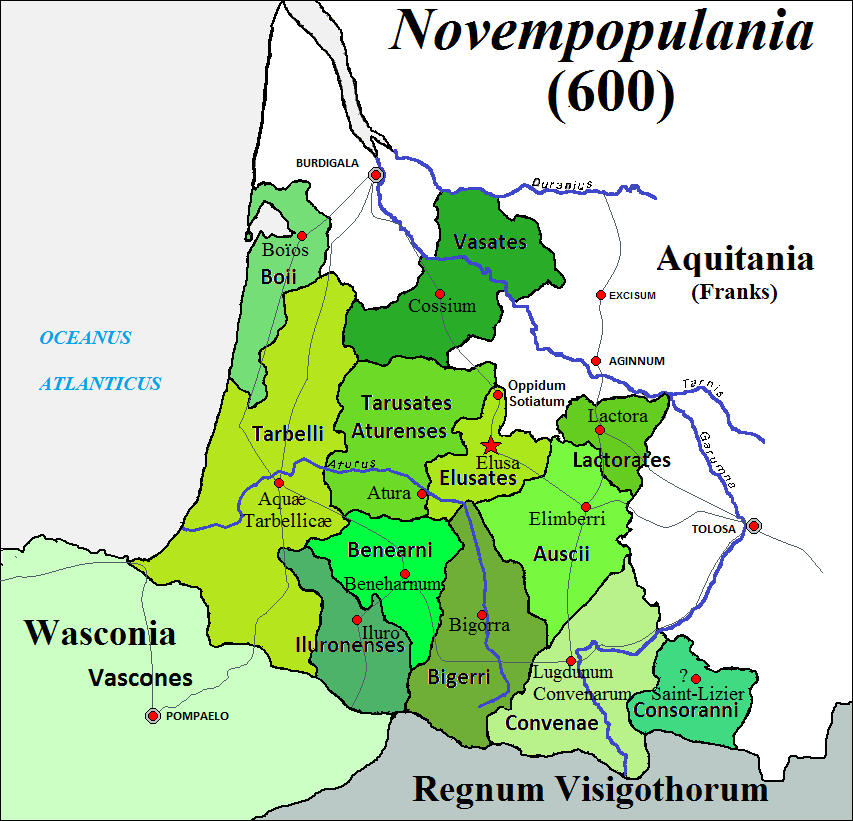
Stämme der Aquitaner

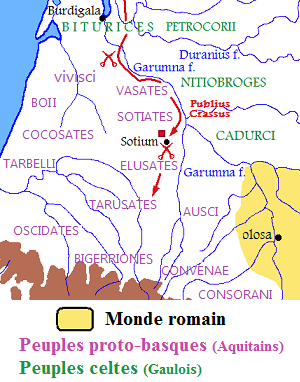
Feldzug in Aquitanien 56 v. Chr.

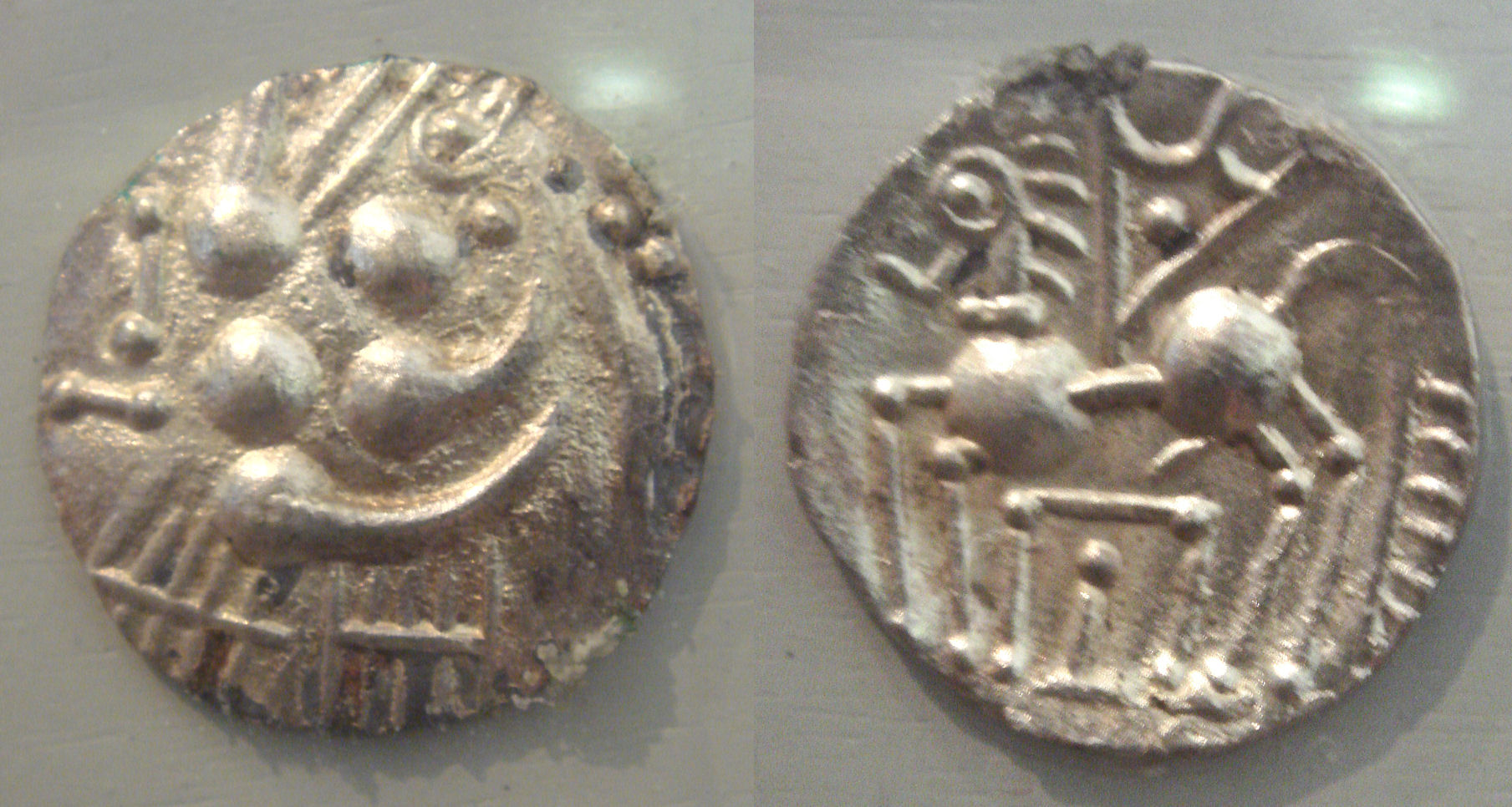
Elusatische Silbermünze

Die Elusaten (lateinisch Elusates) waren ein vermutlich keltischer Stamm, dessen Wohnsitz im Nordosten der späteren römischen Provinz Gallia Aquitania lag. Ihr Hauptort war Elusa, das heutige Eauze im Département Gers.
Im gallischen Krieg marschierte ein Unterfeldherr Caesars, der Legat Publius Licinius Crassus, im Jahr 56 v. Chr. in Aquitanien (der späteren römischen Provinz Novempopulana) ein. Nach einigen Siegen der Römer ergaben sich die meisten aquitanischen Stämme; namentlich genannt werden die Tarbeller, Bigerrionen, Ptianier, Vasaten (auch Vocaten), Tarusaten, Elusaten, Gater, Auscer, Garumner, Sibulaten und Cocosaten (De bello Gallico III 27). Ob die Namen, auch jener der Elusates, eindeutig keltisch sind, kann nicht mit Sicherheit angegeben werden. Manche werden von einigen neuzeitlichen Autoren zu den Keltiberern gerechnet.
Bekannt ist die Prägung von Silbermünzen durch die Elusaten. Ein besonders gut erhaltenes Stück stammt aus dem 1. Jahrhundert v. Chr., heute im Cabinet des Médailles der Bibliothèque nationale de France in Paris (siehe Abbildung). Weitere Münzen sind im Musée des Beaux-Arts (Lyon) ausgestellt. Auf den Objekten ist häufig ein Pegasus dargestellt.